# Aeropuerto de Varna
El Aeropuerto de Varna (en búlgaro: Летище Варна, Letishte Varna) (IATA: VAR, OACI: LBWN) es el aeropuerto de Varna, "capital marítima" de Bulgaria. El Aeropuerto de Varna es el tercer aeropuerto más transitado del país con 1 432 703 pasajeros y 15 129 operaciones (datos de 2008). El aeropuerto está a 10 kilómetros del centro de Varna, en la localidad de Aksakovo. 

## Historia
La historia del aeropuerto se remonta a 1916 cuando se concluyeron dos muelles para el primer hidro-puerto de Bulgaria en la zona de Peinerdzhik (actual zona residencial Chaika). Hubo vuelos de correo aéreo de Sofía a Varna entre 1919 y 1920, si bien no fue hasta 1947 cuando se estableció una aerolínea de vuelos regulares entre ambas ciudades. 

## Descripción
Hay vuelos de cabotaje e internacionales a unos setenta destinos en 25 países, y más de cien aerolíneas búlgaras y extranjeras. Una de las mejores virtudes es la oportunidad proporcionada por el transporte aéreo internacional combinado con el transporte por aire, mar y tierra - a través del Puerto de Varna y la estación de ferrocarril. Los pasajeros disponen de salas con aire acondicionado en la terminal con 6.200 metros cuadrados de servicios completos con asientos, cafeterías, restaurantes y tiendas. 

## Características técnicas

Terminal 2

Tiene una pista de hormigón 09/27 – 2.500 x 45 m con márgenes de cinco metros. Tiene cinco calles de rodaduras de 22.5 metros de ancho, con piso de hormigón, conforme a los requerimientos del anexo 14 de ICAO. Las dimensiones de la plataforma – 220 x 920 m - permiten acomodar hasta 24 aviones de diversos tipos. La elevación del aeropuerto es de 70 m. La pendiente máxima del aeropuerto es del 0.7 %. El código de referencia del aeródromo (conforme al Anexo 14, Volumen I, Capítulo 1) es el 4D. El sistema de iluminación está formado por luces de aproximación de precisión Cat I (cabecera 09), y PAPI a 3.º

## Radio Navegación / Instalaciones de aterrizaje
Sistema de aterrizaje instrumental CAT I (pista 09), VOR/ DME, NDB/Radar – ATCR – 22 SELENIA, radar de movimientos en superficie, radar de movimientos de instalaciones de terminal, TRAC VIEW-220 y radar meteorológico MRL-2. 

## Datos meteorológicos
Temperatura media máxima de un mes (julio) – 27.9 °C. Temperatura media mínima de un mes (enero) – -2.0 °C. Visibilidad inferior a 400 m – 5 días al año. Número de días con fuertes vientos (V > 15 m/s) – 13.9 anualmente, N / NE. 

## Planes de futuro y ampliación
Actualmente, el aeropuerto internacional de Varna está sujeto a un importante número de vuelos con el crecimiento de la industria del turismo en Bulgaria y precisa de importantes inversiones para modernizarse, ampliarse y manejar a un mayor número de pasajeros. En junio de 2006 el gobierno búlgaro otorgó a Fraport AG  una concesión de 35 años de operación tanto en el aeropuerto de Varna como en Burgas a cambio de una inversión superior a quinientos millones de euros, incluyendo la nueva terminal de pasajeros de 2008.

## Aerolíneas y destinos

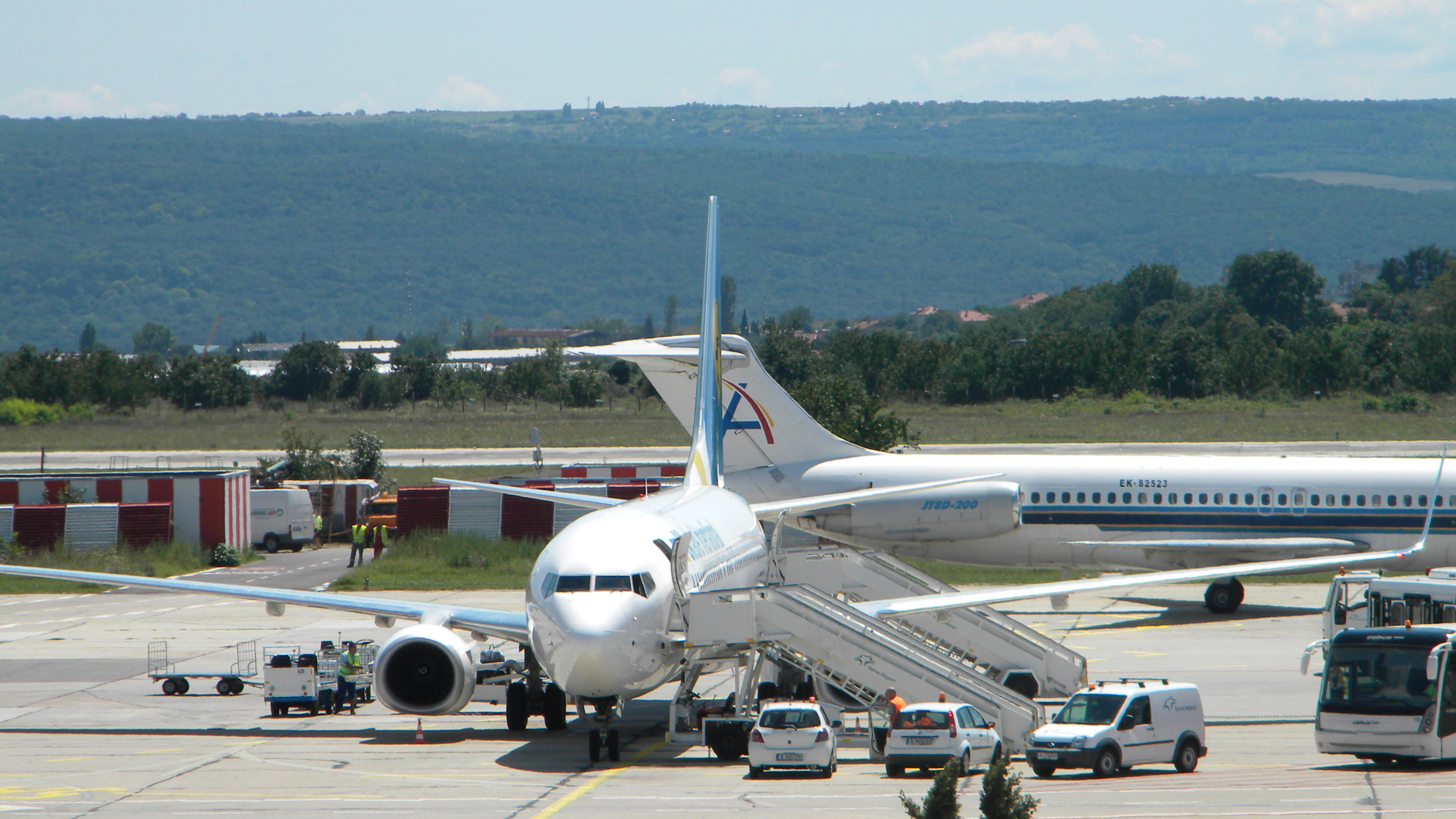
Ukraine International Airlines Boeing 737

Las siguientes aerolíneas operan vuelos regulares al Aeropuerto de Varna:
| Aerolíneas               | Destinos |
| ------------------------ | --- |
| Air Serbia               | Estacional: Belgrado |
| Arkia                    | Chárter estacional: Tel Aviv |
| Austrian Airlines        | Viena |
| Avion Express            | Chárter estacional: Vilna |
| BH Air                   | Chárter estacional: Antalya, Nevşehir |
| Bluebird Airways         | Tel Aviv (inicia ) |
| Bulgaria Air             | Sofía Estacional: Atenas (inicia 15 de junio de 2024), Fráncfort (inicia 15 de junio de 2024), París–Charles de Gaulle (inicia 16 de junio de 2024), Praga (inicia 16 de junio de 2024), Varsovia-Chopin (inicia 15 de junio de 2024) Chárter estacional: Antalya, Bodrum, Enfidha |
| Discover Airlines        | Estacional: Fráncfort, Múnich (inicia 3 de mayo de 2024) |
| Edelweiss Air            | Estacional: Zúrich |
| Enter Air                | Chárter estacional: Breslavia, Gdańsk, Katowice, Varsovia-Chopin |
| European Air Charter     | Chárter estacional: Antalya, Bodrum, Colonia/Bonn, Yerba (inicia 20 de mayo de 2024), Düsseldorf, Enfidha, Hamburgo, Hannover, Helsinki, Heraclión, Leipzig/Halle, Múnich, Stuttgart, Tel Aviv                                                                                     |
| Eurowings                | Estacional: Colonia/Bonn, Düsseldorf, Hamburgo, Stuttgart |
| Freebird Airlines Europe | Chárter estacional: Leipzig/Halle |
| GetJet Airlines          | Chárter estacional: Vilna |
| Israir Airlines          | Estacional: Tel Aviv |
| Jet Time                 | Chárter estacional: Aalborg, Billund |
| LOT Polish Airlines      | Chárter estacional: Breslavia, Katowice, Varsovia-Chopin |
| Luxair                   | Estacional: Luxemburgo |
| Norwegian Air Shuttle    | Estacional: Copenhague, Helsinki, Oslo |
| Ryanair                  | Estacional: Cracovia, Katowice, Viena, Vilna |
| SkyUp                    | Estacional: Kiev–Boríspol (suspendido) |
| Smartwings               | Estacional: Brno, Ostrava, Praga Chárter estacional: Karlovy Vary |
| Sunclass Airlines        | Chárter estacional: Bergen, Copenhague, Estocolmo-Arlanda, Helsinki, Oslo, Stavanger, Trondheim |
| Sundair                  | Estacional: Berlín, Dresde |
| Transavia                | Estacional: París–Orly (inicia 12 de abril de 2024) |
| TUI fly Belgium          | Estacional: Bruselas, Ostende/Brujas Chárter estacional: Lille, Nantes, París–Charles de Gaulle |
| TUI fly Deutschland      | Estacional: Hannover (inicia 25 de junio de 2024) |
| Turkish Airlines         | Estambul |
| Volotea                  | Estacional: Lille, Nantes |
| Wizz Air                 | Berlín, Charleroi, Colonia/Bonn, Dortmund, Eindhoven, Hamburgo, Londres–Luton, Memmingen |

### Aerolíneas Chárter
- Arke Fly (Ámsterdam).
- BH Air (Birmingham, Brístol, Londres-Gatwick, Mánchester).
- Bulgarian Air Charter (Berlín-Schönefeld, Dresde, Düsseldorf, Erfurt, Fráncfort del Meno, Hamburgo, Leipzig/Halle, Núremberg, Stuttgart).
- Euroline (Kutaisi).
- Finnair (Helsinki-Vantaa).
- Jet2 (Londres).
- Kish Air (Teherán).
- Luxair (Luxemburgo).
- Middle East Airlines (Beirut).
- Transavia (Ámsterdam).
- TUI fly Belgium (Bruselas).

## Estadísticas
Ver fuente y consulta Wikidata.